# Проспект Корсунова
Проспект Александра Ко́рсунова находится в Великом Новгороде. Начинается от площади Строителей и в западном направлении через виадук проходит до реки Веряжа, соединяя Большую Санкт-Петербургскую улицу с посёлком Григорово. Протяжённость 2620 м. Имеет перекрёстки с улицей Ломоносова, проспектом Мира, улицами Кочетова и Коровникова.
Назывался Григоровским шоссе. 21 сентября 2002 года переименован в проспект Корсунова.
Образовался в конце XIX века как дорога Новгород—Григорово. В настоящее время является одной из важнейших транспортных магистралей города, и одним из немногих мест переезда через железную дорогу пересекающую Западный район города.
Застроен административными и жилыми зданиями. На проспекте находятся учебные корпуса НовГУ, пожарная часть № 1, Хлебокомбинат, несколько торговых центров, общественная баня, учебный центр УВД, Агротехнический техникум, церковь Александра Невского и пр.